# Сусу (язык)
Сусу (сосо; sosoxui) — язык народа сусу, проживающего в Гвинее и Сьерра-Леоне. Относится к языкам манде нигеро-конголезской макросемьи. Общее число носителей составляет 1 060 000 человек, из них в Гвинее проживает 906 000 человек (прибрежные районы), а в Сьерра-Леоне — 122 000 человек (северо-запад страны). В Гвинее имеет статус национального языка. Некоторое число носителей также проживает в Гвинее-Бисау и Сенегале. Наиболее близкородственный язык — ялунка.

## Письменность
Алафит языка на основе словаря 1923-го года: 
| A | Â | An | An̄ | B | D | En | Em | É | E | Ê | F | G | Gn | I | Î | In | Im | K | Kh | L | M | N | Ṅ | O | Ô | On | P | R | S | T | U | W | Y | Z |
| a | â | an | an̄ | b | d | en | em | é | è | ê | f | g | gn | i | î | in | im | k | kh | l | m | n | ṅ | o | ô | on | p | r | s | t | u | w | y | z |

Современный алфавит:
| Современный алфавит сусу | Современный алфавит сусу | Современный алфавит сусу | Современный алфавит сусу | Современный алфавит сусу | Современный алфавит сусу | Современный алфавит сусу | Современный алфавит сусу | Современный алфавит сусу | Современный алфавит сусу | Современный алфавит сусу | Современный алфавит сусу | Современный алфавит сусу | Современный алфавит сусу | Современный алфавит сусу | Современный алфавит сусу | Современный алфавит сусу | Современный алфавит сусу | Современный алфавит сусу | Современный алфавит сусу | Современный алфавит сусу | Современный алфавит сусу | Современный алфавит сусу | Современный алфавит сусу | Современный алфавит сусу | Современный алфавит сусу | Современный алфавит сусу | Современный алфавит сусу |
| ------------------------ | ------------------------ | ------------------------ | ------------------------ | ------------------------ | ------------------------ | ------------------------ | ------------------------ | ------------------------ | ------------------------ | ------------------------ | ------------------------ | ------------------------ | ------------------------ | ------------------------ | ------------------------ | ------------------------ | ------------------------ | ------------------------ | ------------------------ | ------------------------ | ------------------------ | ------------------------ | ------------------------ | ------------------------ | ------------------------ | ------------------------ | ------------------------ |
| A                        | B                        | D                        | E                        | Ɛ                        | F                        | G                        | Gb                       | H                        | I                        | J                        | K                        | X                        | L                        | M                        | N                        | Nd                       | Ng                       | Ɲ                        | O                        | Ɔ                        | P                        | R                        | S                        | T                        | U                        | W                        | Y                        |
| a                        | b                        | d                        | e                        | ɛ                        | f                        | g                        | gb                       | h                        | i                        | j                        | k                        | x                        | l                        | m                        | n                        | nd                       | ng                       | ɲ                        | o                        | ɔ                        | p                        | r                        | s                        | t                        | u                        | w                        | y                        |

До реформы 1982 года вместо знаков Ɛ ɛ, Ɲ ɲ, Ɔ ɔ, X x употреблялись È è, Ny ny, Ö ö, Kh kh. Тоны на письме не обозначаются. Арабское письмо применяется с XVIII века, его стандартизация невысока.